# Geogarypus klarae
Espèce
Geogarypus klarae est une espèce de pseudoscorpions de la famille des Geogarypidae.

## Distribution
Cette espèce est endémique de Nouvelle-Guinée orientale en Papouasie-Nouvelle-Guinée. Elle se rencontre vers Port Moresby.

## Description
Les mâles mesurent de 1,77 à 1,82 mm.

## Étymologie
Cette espèce est nommée en l'honneur de Klára Dózsa-Farka.

## Publication originale
- Novák & Harvey, 2018 : New species and records of the pseudoscorpion genus Geogarypus (Pseudoscorpiones: Geogarypidae) from India, Sri Lanka and New Guinea. Zootaxa, no 4394(3), p. 417-427.